# Abu Hamza al-Masri
El Sheikh Abu Hamza al-Masri (Alejandría, 15 de abril de 1958) es un imán extremista y una de las figuras islámicas más radicales en el Reino Unido. Condenado por muchos musulmanes como demasiado extremista, él niega cualquier implicación con el terrorismo. Su mezquita de Finsbury Park en el norte de Londres se ha relacionado con Zacarias Moussaoui y Richard Reid.

## Juventud
Abu Hamza nació con el nombre de Mustafa Kamel Mustafa en Alejandría, Egipto, en el seno de una familia de clase media. En 1979 emigró al Reino Unido, estudió ingeniería en la Universidad de Brighton y después trabajó como portero de una discoteca. En 1981 se casó con Valerie Fleming, tuvieron un hijo, Mohammed Mustafa Kamel, y se divorciaron cinco años después. En los noventa, Abu Hamza viajó a Afganistán, donde le amputaron ambas manos y perdió la vista del ojo izquierdo. Según él, estas heridas fueron producidas al desactivar minas antipersonas. Actualmente Abu Hamza usa un vistoso gancho en su mano derecha, razón por la cual ha sido apodado "El Gancho" y "Capitán Garfio".
En 1999, su hijo Mohammed fue sentenciado a tres años de cárcel en Yemen por formar parte en una campaña de atentados masivos.

## Religión
Abu Hamza dirige un grupo llamado Seguidores de la Sharia, dedicados a la enseñanza y a la predicación de la Ley islámica. En 2003, organizó una manifestación con el soporte del grupo islámico al-Muhajiron, donde sus miembros hacían apología de al-Qaeda.
El día 4 de febrero de 2003 (después de estar suspendido desde abril de 2002), Abu Hamza fue despedido de su cargo en su mezquita por la Comisión de Beneficencia, la autoridad que regula y organiza prácticamente todas las asociaciones sin ánimo de lucro en Inglaterra y Gales. Desde entonces, ha seguido dirigiendo sus oraciones en la calle para grandes multitudes.

## Extradición
Las autoridades yemeníes han reclamado su arresto y extradición como presunto cerebro de los atentados en Yemen, pero las autoridades británicas no han cedido afirmando que no hay garantías de un juicio justo.
Hamza se convirtió en un ciudadano británico a todos los efectos cuando contrajo matrimonio con Valerie Traverso, quien era una ciudadana británica de nacimiento. Sin embargo, este matrimonio puede ser bigámico, puesto que Valerie Traverso todavía estaba casada con su anterior marido. Al descubrirse esta situación, el Ministerio del Interior británico comenzó los trámites para retirar la nacionalidad británica a Abu Hamza.
Hamza recurrió la decisión de anular su nacionalidad británica, pero fue desestimada. Desde entonces, su equipo legal ha prolongando la batalla legal recurriendo una y otra vez todas las decisiones de los tribunales. De llegar a la Cámara de los Comunes, la decisión de retirar definitivamente la nacionalidad británica podría retrasarse varios años. Inayat Bunglawala, portavoz del Consejo Musulmán del Reino Unido, dijo: "Este hombre ha persuadido a los musulmanes con sus incendiarias palabras. Los musulmanes británicos están creciendo con el temor de que él consiga convencer a cualquier persona. Él no es bienvenido en ninguna mezquita del país y no tenemos nada que ver con él." 
El 27 de mayo de 2004, Abu Hamza fue retenido por las autoridades británicas y está pendiente de pasar a disposición judicial en el proceso de extradición a Estados Unidos, donde ha sido incluido en un sumario por colaborar con Earnest James Ujaama para establecer un campo de entrenamiento de terroristas entre 1999 y 2000 cerca de Bly, Oregón. También ha sido acusado de proporcionar ayuda a al-Qaeda.
Sin embargo, el proceso se ha visto interrumpido, puesto que el Reino Unido, como parte de la Comunidad Europea, firmó un tratado por el cual no se permite la extradición a un país donde el sospechoso puede ser sentenciado a la pena de muerte.

## Arresto bajo la Ley de terrorismo 2000
El 26 de agosto de 2004, al-Masri fue detenido por la policía británica bajo la Ley de terrorismo 2000 que cubre la instigación, planeamiento y ejecución de actos de terrorismo. Fue puesto en libertad el día 31 de agosto del mismo año.
El 26 de agosto de 2004, al-Masri fue acusado por 16 crímenes y apología del racismo. Hamza está actualmente arrestado en la prisión de Berlmarsh a la espera de que se celebre el juicio el día 9 de enero de 2006.
Hamza dijo justo antes de ser arrestado, en referencia a los Atentados del 7 de julio de 2005 en Londres:

"Es inmoral atacar a gente que no tiene nada que decir en la guerra. De hecho, ellos estaban en contra de la guerra. Si no fuera por esta prensa sionista, la gente de este país se hubiera podido informar sobre la verdad. No es justo atacarlos, ellos no son musulmanes y tenemos que distinguir entre los malditos políticos y la gente normal que simplemente va a sus asuntos".

[cita requerida]